# 平安风云传
《平安风云传》是KSS公司于1995年发行的一款游戏。主要讲述日本平安时代，由藤原纯友和平将门领导的军队和妖术师道摩一同反乱。藤原道长知道此事后，立即派安倍晴明和源赖光等人讨伐乱军。也讲述熊野神社的一位少年神乐与他的同伴们和朝廷合作扫平战乱。

## 故事原型
故事中的原型来自平安时代的承平天庆之乱，承平-天庆年间发生在关东的平将门之乱和濑户内海的藤原纯友之乱的总称。
- 下总的平将门继亲族间的私斗，又因调停受领和地方富豪之间的纷争，公然反抗朝廷。将门成功压制关八州并自称新皇，但是不久就被藤原秀乡、平贞盛等朝廷的追讨军击败而战死。
- 伊予的藤原纯友受命讨伐西国的海贼，但是纯友率领海贼袭击西国各地，公然反抗朝廷。最后被小野好古等朝廷军追讨而战死。
- 故事中的藤太的原型来自日本平安时代的武将藤原秀乡，也是在讨伐平将门中射伤平将门并被捕，其后遭到斩首。
- 安倍晴明和道摩法师是竞争对手，但是却没有在战争中争斗，道摩在一次针对道长的诅咒仪式中被晴明击败，被朝廷流放到了播磨。

## 人物介绍
（主要人物）
神乐：本作主角，由天海和尚收养，是个会召唤神的少年。受到晴明的委托下为朝廷扫除乱军。后来得知是天皇家的太子，由于宫中内乱的关系，被人送去宫外。
藤太：精灵召唤师，也是神乐的青梅竹马。
雀：熊野神社的巫女，是神乐和藤太的青梅竹马。
蝉丸：人称琵琶法师，在平安京的逢阪峠隐居。
橘诸秀：在熊野神社担任守护官。
田辺景時：诸秀所属部下，在熊野神社担任宫司侍卫。神乐离开熊野神社前往安部野的时候，在诸秀的命令下赶去协助神乐等人。
源赖光：天历2年（948年 - 1021年8月29日））平安时代大将。父亲为镇守府大将军源满仲，为摄津源氏始祖。在藤原道长的命令之下和其弟源赖信一同讨伐乱军。
(朝廷）
安倍晴明：（921年 － 1005年10月31日）是平安时代有名的阴阳师，传说是九尾狐狸所生，主要负责宫内仪式等等。
藤原道长：（966年 － 1028年）日本平安时代的公卿，藤原北家藤原兼家的第五子。官至从一位摄政太政大臣。
藤原盛高：藤原氏一族，贵族出生。在丹波国遇到神乐等人，立志协助神乐讨伐乱军。
花山法皇：（968年11月29日 － 1008年3月17日），是日本第65代天皇。

（赖光四天王）
碓井贞光（954 - 1021）平安时代的武将，源赖光所属的四天王之首，以巫术闻名，在酒吞童子退治中表现活跃。
坂田公時：（950 - 不详)幼名金太郎。平安时代的武将，源赖光所属的四天王之一。原居神奈川南足柄山中，以力大闻名。
卜部季武：（不详-不详）平安时代的武将，源赖光所属的四天王之一。一生最赋盛名的事，乃是在随源赖光去美浓的途中遇到了姑获鸟（产女）并破除了其障眼法。(《今昔物语集》) 
渡边纲（953 - 1021）平安时代的武将，源赖光所属的四天王之一，为人孝义，身手敏捷，一生最赋盛名的事，乃是独自在五条渡口以“髭切”斩下了罗城门之鬼——茨木童子的一条手臂。(《御伽草子》) 
（敌方）
藤原纯友：（893年 - 941年7月21日），平安时代的贵族。在濑户内海地区对朝廷实行反乱，与关东地方的平将门之乱合称为承平天庆之乱。
平将门：（903年 － 940年），日本桓武天皇的五世孙，于朱雀天皇（939年），在下总举兵谋反，自称新王。
道摩：原名为芦屋道满，是安倍晴明的竞争对手，和藤原纯友、平将门等人一同对抗朝廷。
天海和尚：熊野神社的修行僧，收养神乐，是藤太的师傅。（由好转奸）
小野政光：摄津国乱军首领，后来被安倍晴明讨伐。
久慈法眼：在谈路国的山寨王，后来被藤原盛高讨伐。
调伏丸：在丹波国的山贼王，拐带一位名叫葵的少女，后来哥哥枫请求神乐等人打倒调伏丸，救出葵。

## 外部連結
- （日語）平安風雲伝攻略wiki - トップページ （页面存档备份，存于）